# Seis días de Río de Janeiro
Los Seis días de Río de Janeiro fue una carrera de ciclismo en pista, de la modalidad de seis días, que se corrió en Río de Janeiro (Brasil). Su primera única edición se corrió en 1956.

## Palmarés
| Año  | Ganadores                       | Segundos                     | Terceros                   |
| ---- | ------------------------------- | ---------------------------- | -------------------------- |
| 1956 | Severino Rigoni Bruno Sivilotti | Mario García Ernesto Giacche | José Carvalho Claudio Rosa |